# IV Korpus Armijny (Cesarstwo Niemieckie)

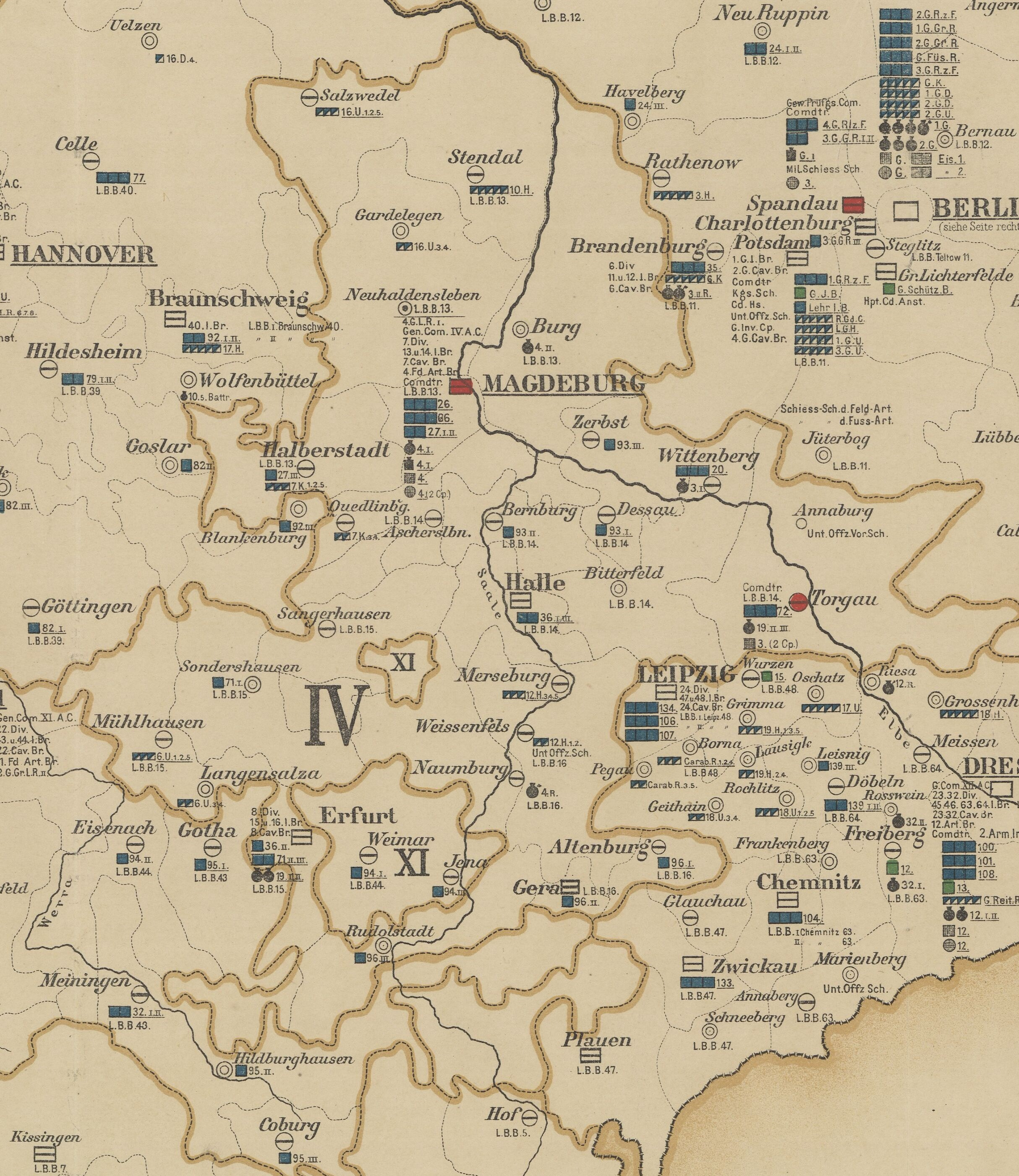
Zasięg i garnizony korpusu w 1890

IV Korpus Armijny  (niem. IV. Armee-Korps)  – wyższy związek taktyczny Armii Cesarstwa Niemieckiego. 

## Charakterystyka
29 czerwca 1912 armię niemiecką zorganizowano w 25 korpusów prowadzących rekrutację na terenach 22 terytorialnych okręgów korpuśnych. Każdy korpus tworzyły dwie dywizje piechoty, zwykle o kolejnych numerach. Korpusy zgrupowane były w osiem inspekcji armii. Barwą IV KA był kolor czerwony.
W sierpniu 1914 rozwinięto w Niemczech do etatów wojennych związki operacyjne (armie). W skład 1 Armii wszedł między innymi IV Korpus Armijny. W I wojnie światowej walczył na froncie zachodnim.
Korpus na stopie wojennej początkowo składał się ze sztabu korpusu, oddziałów korpuśnych i dwóch dywizji piechoty. Jednak wojna pozycyjna wymusiła bardziej płynną organizację korpusów, która umożliwiałaby przerzucanie nawet do sześciu dywizji na odcinki korpusów znajdujących się na głównym wysiłku obrony. Reformę tę sformalizowano w grudniu 1916, a Korpus od tej pory traktowano jako tymczasowe zgrupowanie poszczególnych dywizji.

## Struktura organizacyjna
Skład od 2 VIII 1914 do 20 IX 1915:
- dowództwo korpusu
- 7 Dywizja Piechoty
- 8 Dywizja Piechoty

## Dowódcy korpusu
| Stopień           | Imię i nazwisko             | Okres (od)  |
| ----------------- | --------------------------- | ----------- |
| generał piechoty  | Friedrich von Nollendorf    | 3 X 1815    |
| generał piechoty  | Friedrich von Jagow         | 5 X 1821    |
| generał lejtnant  | Georg von Hake              | 4 IX 1830   |
| generał lejtnant  | Karol Pruski                | 30 III 1836 |
| generał lejtnant  | August Georg von Hedemann   | 5 III 1848  |
| generał kawalerii | Wilhelm Fürst von Radziwill | 19 II 1852  |
| generał piechoty  | Hans Wilhelm von Schack     | 3 I 1858    |
| generał piechoty  | Gustav von Alvensleben      | 30 X 1866   |
| generał piechoty  | Leonhard von Blumenthal     | 2 X 1871    |
| generał piechoty  | Wilhelm von Grolmann        | 17 IV 1888  |
| generał kawalerii | Carl von Hänisch            | 22 III 1889 |
| generał piechoty  | Richard von Klitzing        | 1 IX 1897   |
| generał piechoty  | Paul von Hindenburg         | 27 I 1903   |
| generał piechoty  | Friedrich von Armin         | 20 III 1911 |
| generał lejtnant  | Richard von Kraewel         | 25 II 1917  |
| generał piechoty  | Kuno von Steuben            | 20 XII 1918 |
| generał lejtnant  | Johannes von Malachowski    | 30 I 1919   |
| generał lejtnant  | Alfred von Kleist           | 10 II 1919  |